# Мироновская улица (Москва)
Мироновская улица расположена в Восточном административном округе Москвы в районе Соколиная гора между Электрозаводской железнодорожной веткой на севере и Щербаковской улицей на юге.

## История
В 1897 году в районе Благуши было образовано несколько кварталов застройки. Улицы шли перпендикулярно друг другу. Часть улиц была названа в честь русских царей, а другая часть — в честь проектировщиков застройки района. Улица названа по фамилии геодезиста Миронова, одного из исполнителей работы по планировке территории.

## Транспорт

### Метро
- Семёновская — 900 м
- Партизанская — 1,2 км
- МЦК  Измайлово — 750 м

### Автобусы
По улице на участке от Ткацкой до Лечебной улицы проходит автобус 372.

На пересечении с Ткацкой улицей расположена остановка «Мироновская улица» автобусов:
- 372:  Партизанская —  Преображенская площадь
- 469:  Перово —  Черкизовская
- 469к:  —
- т22: 16-я Парковая улица — Площадь Строителей БАМ
- н3: Уссурийская улица —  Китай-город

## Объекты
- Отдел МВД России по району Соколиная гора ВАО — Мироновская улица, д. 11.
- ОАО «Московский завод тепловой автоматики» (МЗТА) и мясоперерабатывающий завод «Вегус» — Мироновская улица, д. 33.
- Бывший Московский дельфинарий. Нынешний Дворец водных видов спорта — Мироновская улица, д. 27, стр. 1.